# Inspektor Reks
Inspektor Reks (ital. Il commissario Rex) je austrijsko-italijanska TV serija o neverovatno pametnom psu, nemačkom ovčaru, koji pored dobrog njuha, takođe ima i veoma dobar sluh. Njegovi „šefovi“ su se mjenjali kao i njihovi partneri. Neki glumci iz serije su: Gedeon Burkard, Martin Veinek, Gerard Zeman.

## Spoljašnje veze
- Kommissar Rex (1994) на веб-сајту  (језик: енглески)
- Il commissario Rex (2008) на веб-сајту  (језик: енглески)